# Последња песма (роман)
Последња песма је роман америчког писца Николаса Спаркса. Последња песма је четрнаести објављен роман (петнаеста објављена књига), и специјално је написан као основа за филмску адаптацију истоименог филма. Објављен је 8. септембра 2009. године у Гранд Централ Паблишинг (енгл. Grand Central Publishing). У роману се говори о седамнаестогодишњој девојци, Рони, која након развода својих родитеља, одлази да живи код оца. Њих повезује заједичка љубав према музици.

## Радња
Девојка Рони Милер је несташна девојка која жели да живи свој живот и покушава да не примећује своје родитеље, Ким, мајку са којом живи у Њујорку, и Стива, оца који живи у свом родном граду. Њена мајка одлучује да је најбоље да Рони и њен брат Џони проведу лето са Стивом. Док је Џони јако узбуђен, Рони се пита зашто је родитељи толико мрзе и терају да лето проведе тамо. Када је Ким остави, Рони одлази на карневал на плажи и посматра играње одбојке. Један од играча је случајно удара и она просипа сок по себи. Рони се тада упознаје са Вилом али је веома љута. Нешто касније Рони проналази гнездо са јајима корњаче и одлучује да их чува ноћу како их не би појеле друге животиње. Вил сазнаје где се Рони налази и одлази да заједно чувају јаја корњаче где Рони сазнаје да гаји емоције према њему.
Рони сазнаје да њен отац има рак који веома брзо напредује. Џони заједно са Вилом и Рони завршава слику коју је Стив припремао да преда цркви јер је окривљен за злочин који није починио. Ким долази, одводи сина и поздравља се последњи пут са Стивом, Рони остаје са њим и завршава песму на клавиру. У том тренутку њен отац умире на својој столици на тераси. Вил одаје да је тај злочин починио његов пријатељ и предаје цркви завршену слику. Након смрти свога оца, Рони се растаје са Вилом и враћа у Њујорк. Пар дана касније Вил одлази код Рони. Након свега, роман се завршава срећно, Вил и Рони се мире и љубав побеђује.

## Пуштање
Књига путовање за Последњу песму објављена је 11. јула 2009. године и достигла је у око 13 градова. Упркос релативно краткој турнеји, достигла је врхунац у продаји карата. Табела, која комбинује продају свих формата књиге „Последња песма” освојила је све титуле у првој недељи. Књига је пала на број два на свим листама следеће недеље, јер је Ден Браун објавио дуго очекивану књигу Изгубљени симбол, наставак књиге Да Винчијев код.

## Филмска адаптација
Верзија „Последња песма” пуштена је у САД-у 31. марта 2010. године. За разлику од претходних адаптација, Спаркс је учествовао у писању сценариа за филм, уз помоћ свог цимера. Уз цимерову помоћ, Спаркс је завршио сценарио пре него што је почео да пише роман. Филм „Последња песма” режирала је Јулија Ен Робинсон, што је њен први играни филм. У Филму глуме: Мајли Сајрус као Рони, Грег Кинир као Стив, Лијам Хемсворт као Вил, Кели Престон као Ким и Боби Колеман као Џони.